# Cattedrale di San Columba (Derry)
La cattedrale di San Columba è situata nella città di Derry, in Irlanda del Nord ed è la chiesa principale della diocesi di Derry e Raphoe e la chiesa parrocchiale di Templemore.
È dedicata a Columba di Iona, il monaco irlandese che ha stabilito un insediamento cristiano nella zona prima di essere esiliato dall'Irlanda e introducendo il Cristianesimo in Scozia e nel nord dell'Inghilterra.

## Storia
La cattedrale è stata completata nel 1633 da William Parrot, in stile gotico.
San Columba è in possesso di molti documenti risalenti l'assedio di Derry. Vi si trovano ritratti di Guglielmo d'Orange e le chiavi originali della città.
San Columba è la prima cattedrale ad essere costruita dalla chiesa anglicana dopo la Riforma nelle isole britanniche e la prima cattedrale protestante ad essere costruita in Europa.

## Galleria d'immagini

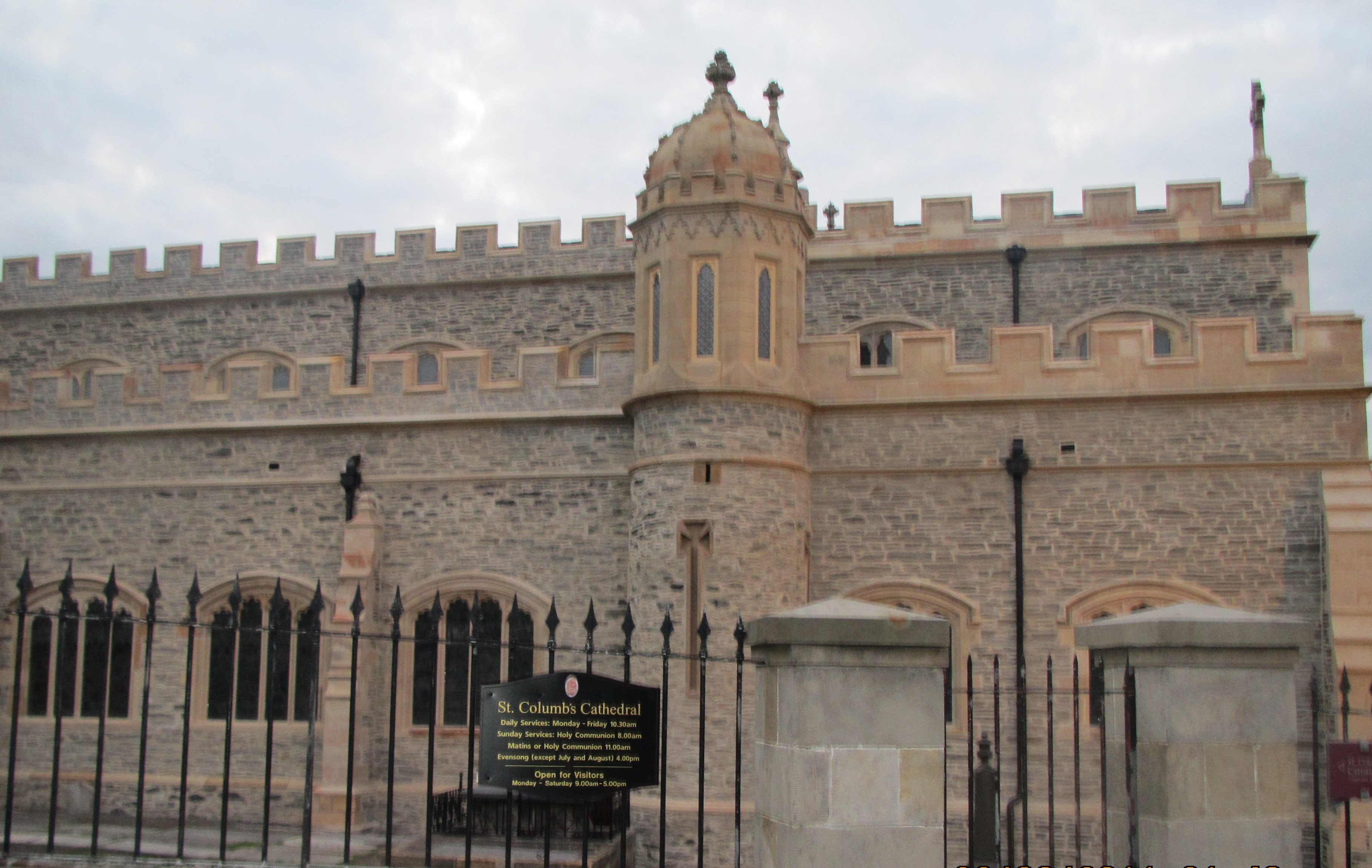
Cortile interno
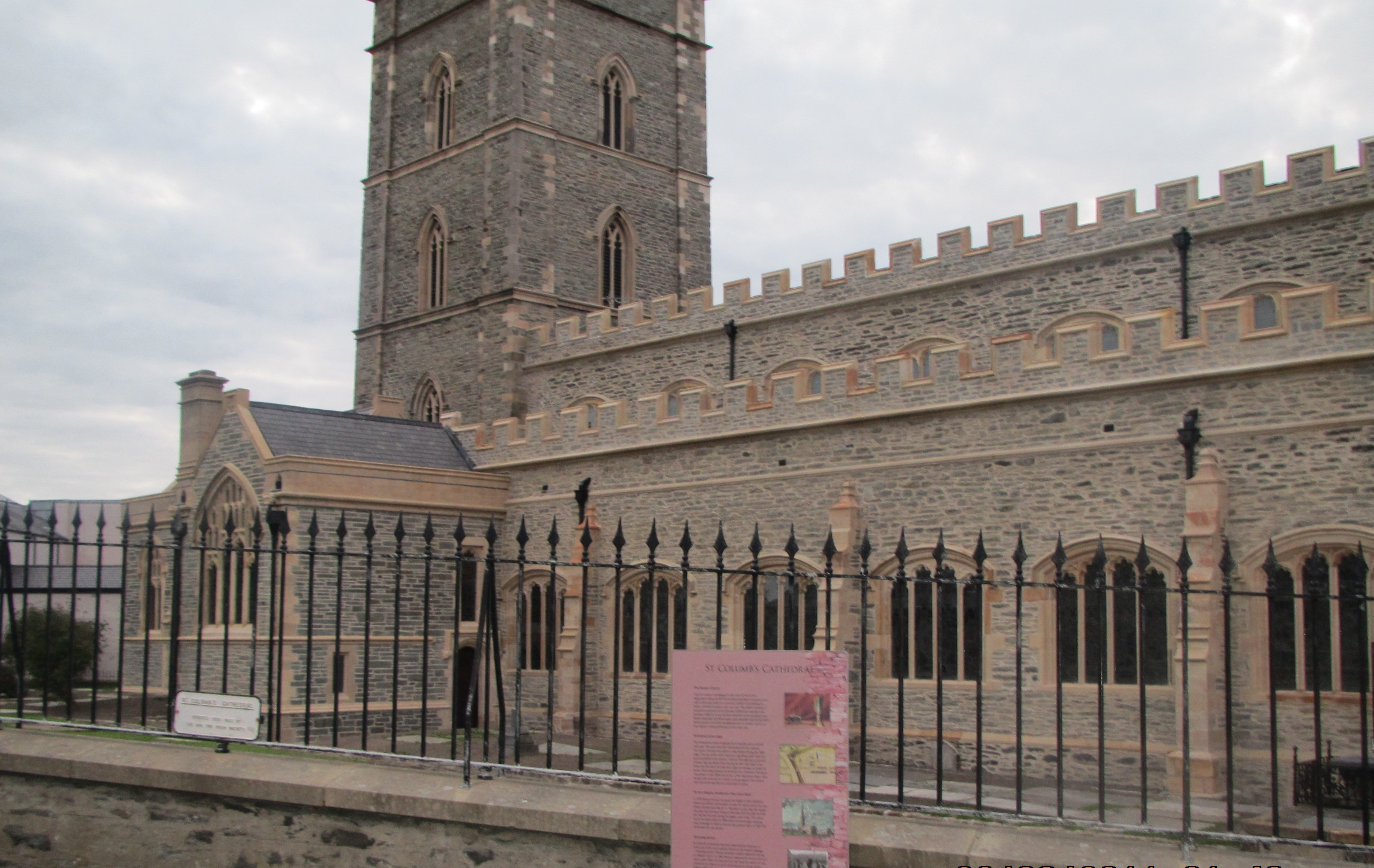
Cortile interno con Targa
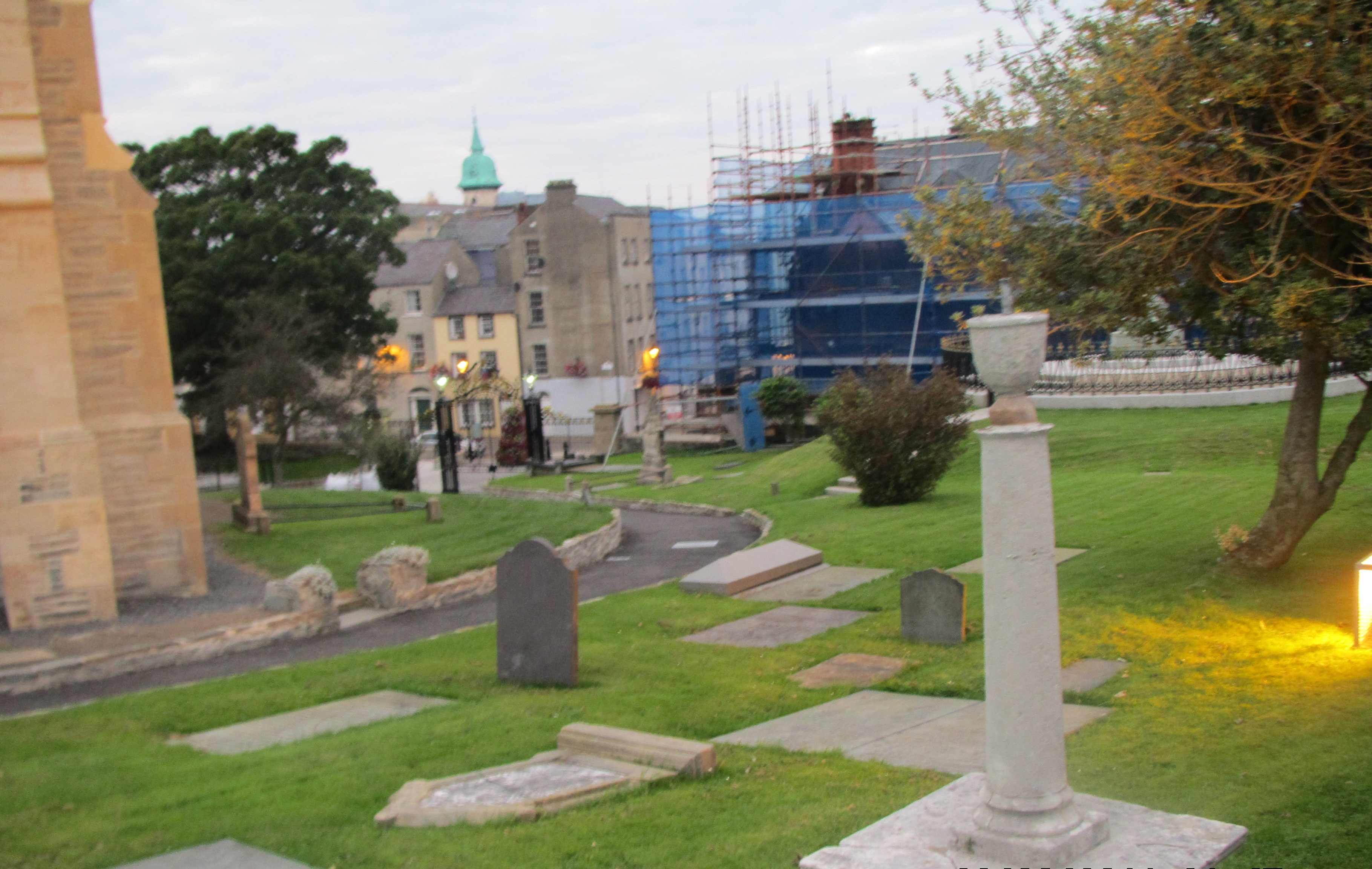
Cimitero
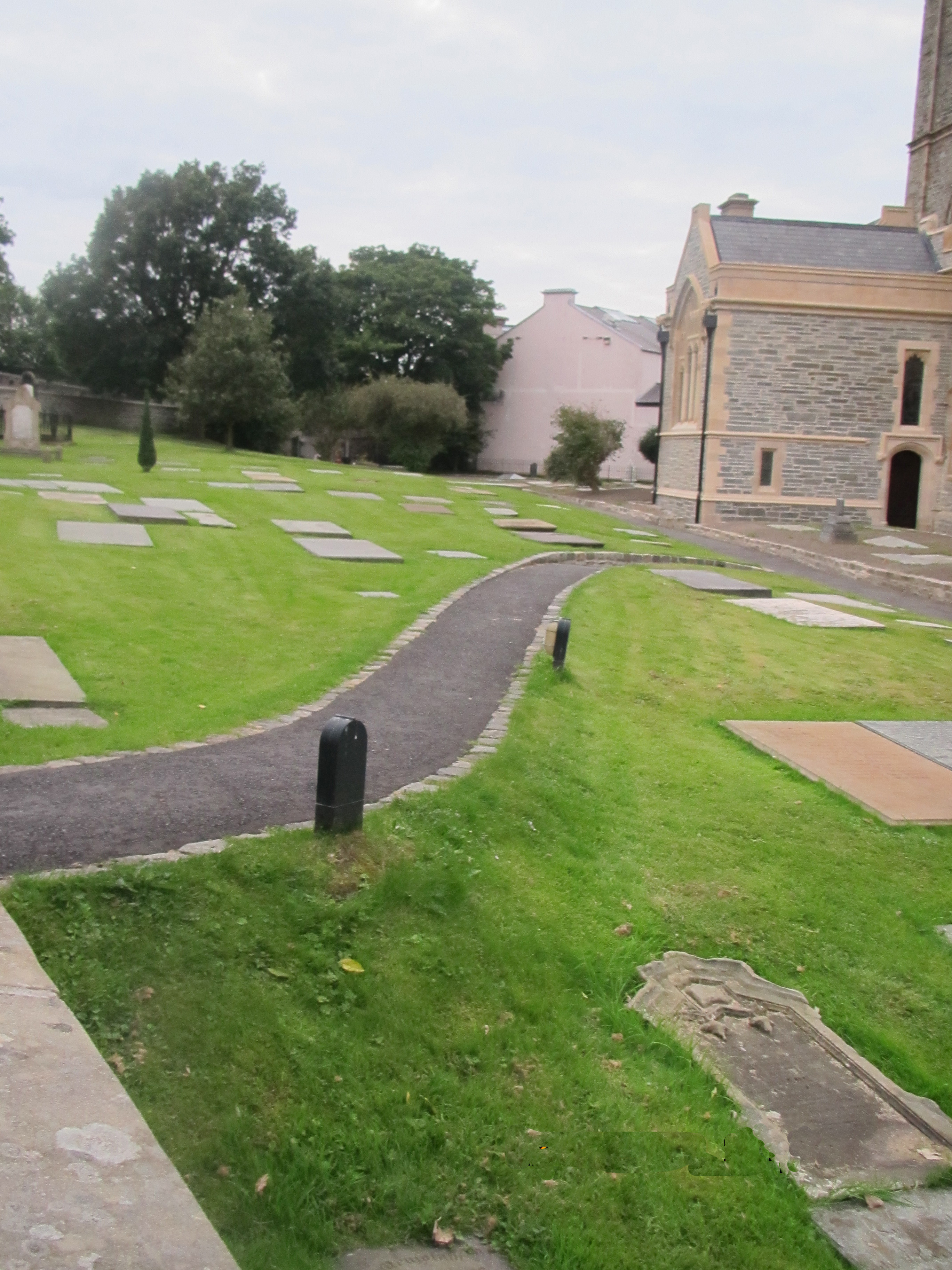
La vecchia strada d'ingresso